# Måsøy
Måsøy est une kommune de Norvège. Elle est située dans le comté de Finnmark.

## Histoire
Durant son exil, Louis-Philippe Ier a séjourné dans la commune durant l'été 1795.

## Géographie

### Démographie
| Année | Habitants |
| ----- | --------- |
| 1920  | 2258ab    |
| 1930  | 2433ab    |
| 1946  | 2576ab    |
| 1951  | 2830ab    |
| 1961  | 3174ab    |
| 1971  | 2887a     |
| 1981  | 2572a     |
| 1991  | 1819      |
| 2001  | 1469      |
| 2010  | 1267      |

### Climat
| Mois                                  | jan.       | fév.       | mars     | avril      | mai       | juin      | jui.      | août      | sep.      | oct.      | nov.      | déc.       | année      |
| ------------------------------------- | ---------- | ---------- | -------- | ---------- | --------- | --------- | --------- | --------- | --------- | --------- | --------- | ---------- | ---------- |
| Température minimale moyenne (°C)     | −2,5       | −2,9       | −2,1     | −0,1       | 2,8       | 5,6       | 8,4       | 8,7       | 6,9       | 3,2       | 0,6       | −1,1       | 2,3        |
| Température moyenne (°C)              | −1,1       | −1,6       | −0,7     | 1,3        | 4,3       | 7,1       | 10        | 10,2      | 8,2       | 4,4       | 1,8       | 0,2        | 3,7        |
| Température maximale moyenne (°C)     | 0,3        | −0,1       | 0,8      | 2,8        | 5,9       | 8,5       | 11,7      | 11,8      | 9,6       | 5,6       | 3,2       | 1,7        | 5,2        |
| Record de froid (°C) date du record   | −20,7 1987 | −16,7 2012 | −14 1981 | −12,9 2001 | −12 1980  | −1 1981   | 0,8 1988  | 1 1991    | −1,1 1986 | −4,5 1988 | −9,5 1988 | −12,3 1985 | −20,7 1987 |
| Record de chaleur (°C) date du record | 8,4 1996   | 8 1980     | 9,9 2007 | 13,4 2002  | 20,8 1984 | 24,8 1989 | 28,6 2018 | 23,8 1990 | 21,2 1997 | 17,3 2017 | 11,2 2020 | 12,1 1984  | 28,6 2018  |
| Précipitations (mm)                   | 91,8       | 79,2       | 67,5     | 68,3       | 38,4      | 38,2      | 45,2      | 52,3      | 105,3     | 86        | 61        | 93,7       | 827        |
| Nombre de jours avec précipitations   | 19         | 17,8       | 15,1     | 15,5       | 12,8      | 9,6       | 9,4       | 11,5      | 14,7      | 19,1      | 15,6      | 16,5       | 176,6      |

## Personnes liées à la commune
- Magnus Brostrup Landstad (1802–1880), pasteur
- Aagot Vinterbo-Hohr (1936–), écrivain